# Corazza reattiva
La corazza reattiva (in inglese ERA, Explosive Reactive Armour) è una particolare forma di protezione della corazzatura dei carri armati. Il principio di funzionamento, sebbene ideato e sperimentato dai sovietici dopo la II guerra mondiale, fu utilizzato sul campo per primi dagli israeliani sulla base dell'esperienza acquisita durante e dopo la guerra dei sei giorni, ma venne utilizzata poco dopo anche dai sovietici a metà degli anni settanta.
Si basa sul principio di attenuare l'effetto dell'esplosione di un proiettile anticarro mediante una contro-esplosione di una cintura di esplosivo fatta deflagrare verso l'esterno.
I carri armati dotati di questa "corazza esplosiva" sono riconoscibili dalle "mattonelle" di materiale fissate sopra la corazza vera e propria del carro armato. I primi tipi erano efficaci soprattutto contro proietti HEAT e HESH, mentre i modelli più avanzati sono in grado di contrastare efficacemente anche i proiettili a energia cinetica (KE). 
La tipologia più conosciuta è Explosive Reactive Armour (ERA, armatura reattiva esplosiva), ma sono in corso di sviluppo  altri modelli come la Self-Limiting Explosive Reactive Armour (SLERA, armatura reattiva esplosiva autolimitata), o modelli passivi come la Non-Energetic Reactive Armour (NERA, armatura reattiva non energetica) e la Non-Explosive Reactive Armour (NxRA, armatura reattiva non esplosiva) e nuovi modelli attivi basati su campi elettrici.

## Storia e sviluppo
I primi tentativi di sviluppare una corazzatura in grado di resistere agli attacchi a energia chimico/cinetica portati da proiettili HEAT e HESH furono sviluppati in Unione Sovietica a partire dal 1949. Il teorizzatore di questo tipo di protezione fu B. Voitsekhovsky, dell'istituto statale di ricerca Metallurgica (NII Stali). I primi esperimenti eseguiti portarono a una pre-produzione di moduli esplosivi all'inizio degli anni sessanta. Esteriormente non erano troppo dissimili da quelli adottati a partire dagli anni ottanta, ma il comportamento era di gran lunga più instabile. Tutti gli elementi prototipici saltarono in aria contemporaneamente durante i test. La sostanziale instabilità degli elementi portò al loro abbandono operativo. Oltretutto, i comandi russi erano convinti che i carri armati fossero sufficientemente protetti, anche in considerazione del fatto che negli anni sessanta la dottrina tattica enfatizzava maggiormente la mobilità rispetto alla protezione passiva. Quasi contemporaneamente, ricerche analoghe vennero portate avanti in Germania.
Le ricerche sovietiche ripresero timidamente a partire dal 1974, ma l'impulso decisivo fu dato dall'adozione da parte dell'esercito israeliano dell'ERA basata sulle ricerche tedesche.
Durante gli scontri del 1982 in Libano, i moduli esplosivi si dimostrarono piuttosto efficaci, evitando che numerosi M60 Patton israeliani venissero distrutti dai missili anticarro e dagli RPG. A partire dal 1984 i sovietici dotarono pressoché tutti i carri armati di prima linea di mattonelle ERA Kontakt-1 (4S20 secondo la designazione ufficiale). Il fatto risultò una brutta sorpresa per le forze NATO, che all'inizio degli anni ottanta basavano pesantemente la loro capacità di reazione sull'utilizzo di grandi quantità di missili anticarro.
Contemporaneamente, i sovietici misero allo studio un tipo più avanzato di corazzatura, che avrebbe assunto la denominazione di Kontakt-5, destinata a contrastare anche i proietti a energia cinetica decalibrati APDS e APFSDS. Il nuovo tipo di corazza fu adottata sull'allora nuovo carro T-80 a partire dal 1985-86. A partire dalla fine degli anni novanta anche i progettisti occidentali, americani in particolare, rispolverarono questa forma di protezione per migliorare la sopravvivenza dei loro veicoli, soprattutto in ambiente urbano. Durante la seconda guerra del golfo e negli anni dell'occupazione dell'Iraq i carri Bradley e M1 Abrams vennero dotati di mattonelle esplosive per migliorare la loro capacità di operare in ambiente urbano, dove erano soggetti a possibili agguati da parte di potenti armi anticarro portatili, come gli RPG-7, RPG-29 o più raramente i missili Kornet.

## Struttura e funzionamento base

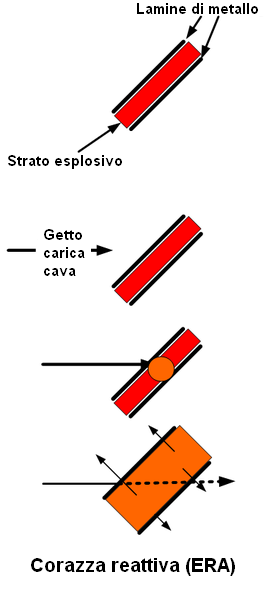
Funzionamento della corazza reattiva

Ogni "mattonella" è costituita da un sandwich di esplosivo pressato tra due lamine di metallo, collegato a un innesco a pressione. Quando un proiettile (sia esso esplodente o perforante) colpisce la struttura, questa detona. Il grave handicap di questo tipo di corazzatura è che non permette l'impiego di fanteria a supporto appunto perché le schegge dalle esplosioni risultano letali.
In caso di proiettili a carica cava, l'effetto è duplice:
- quello di allontanare dalla corazza il punto di origine del getto di plasma in modo che questo arrivi disperso a contatto con la corazza.
- l'esplosione interferisce con la coda di plasma del getto, che fornisce l'energia cinetica alla testa solida, disperdendola e riducendola e, di conseguenza, degradando sensibilmente le capacità perforanti del proiettile.

In caso di proiettili HESH (a schiacciamento di testata):
- La detonazione della carica esplosiva avviene lontano dalla corazza principale. L'onda d'urto del proiettile non si propaga, di conseguenza, attraverso di essa e non causa il distacco degli strati interni.

Oltre a questo, le due lamine metalliche che formano la mattonella devono anch'esse essere tagliate dal getto del proiettile, assorbendo quindi una parte (seppur minima) di energia cinetica.
I primi tipi di corazzatura reattiva non potevano essere montati su blindati leggeri perché l'esplosione della carica li avrebbe danneggiati.

## Funzionamento della corazza reattiva avanzata
I primi esempi di corazza reattiva (come l'israeliana Blazer o la russa Kontakt-1) non fornivano alcun tipo di protezione aggiuntiva contro i proiettili ad energia cinetica. Il dardo era in grado di trapassare le sottili lastre metalliche della mattonella pressoché senza incontrare resistenza. Anche l'esplosione della carica esplosiva non danneggiava il dardo (questo perché avveniva lungo l'asse minore del dardo stesso e non dalla parte maggiore di esso). Mentre i veicoli occidentali furono dotati di nuovi tipi di corazza passiva, i sovietici svilupparono un nuovo tipo di ERA: la Kontakt-5. Il meccanismo di funzionamento è differente rispetto a quello della corazza reattiva originale. Le due lastre di metallo questa volta sono fissate all'interno di una cassetta solidale alla corazza principale e traslano l'una rispetto all'altra, tagliando il dardo come un paio di cesoie. Di conseguenza, la parte del dardo che colpisce la corazza principale è molto più corta e con meno energia cinetica. La nuova struttura comporta anche meno schegge e presenta quindi il vantaggio di permettere l'accompagnamento dei veicoli corazzati dalla fanteria. L'efficacia della corazzatura kontakt-5 è stata valutata e provata da test condotti sia dalla bundeswehr che dall'esercito americano. Durante il test tedesco, le mattonelle, montate su un vecchio T-72 hanno fermato i penetratori DM-53. Stando poi a quanto riportato da Leland Ness, corrispondente di Jane's a Washington, la kontakt-5 renderebbe i carri virtualmente immuni ai penetratori DU tipo M829.
La produzione di nuovi tipi di ERA che producano poche schegge ha impegnato i progettisti sia del blocco orientale che occidentale. I nuovi tipi, adatti ad essere montati anche su veicoli per trasporto truppe, sono stati adottati recentemente anche su M1A2 e M2 Bradley per permettere a questi mezzi di operare con più sicurezza in ambiente urbano.

## Contromisure all'ERA

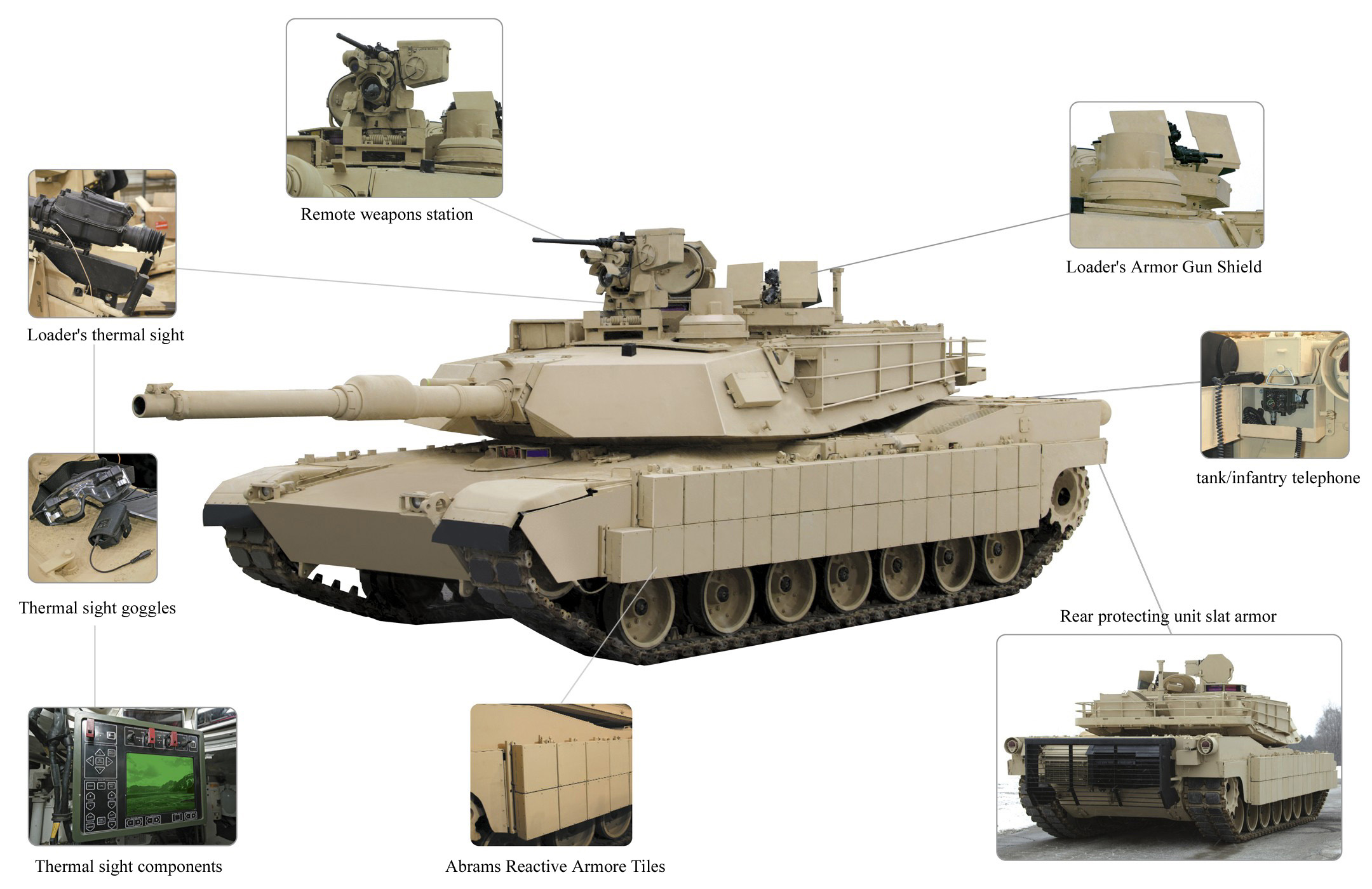
M1A2 dotato del kit tusk. Si notano le mattonelle di ERA installate sulle protezioni laterali

Quando sembrava, a seguito del vasto impiego dei missili anticarro, che l'utilizzo del carro armato fosse al suo termine, l'ERA (Explosive Reactive Armor) rese quasi invulnerabili i mezzi corazzati alla nuova arma. Per ovviare a questi problemi i progettisti di munizioni anticarro hanno cominciato ad impiegare testate da guerra in tandem, dove la prima carica causa il distacco della corazzatura e la seconda la penetra. La contromossa dei progettisti di corazze fu di creare "ERA in tandem", ovvero mattonelle esplosive che si distaccavano completamente solo alla seconda esplosione. La nuova sfida costituita dalla corazzatura di tipo Kontakt-5, in grado di spezzare i proietti APFSDS è stata risolta con l'impiego di dardi più lunghi, in modo che la parte del dardo che supera la corazza, prima che questa la tagli, sia maggiore e, conseguentemente, con più energia cinetica. I primi tipi di corazzatura reattiva potevano essere fatti detonare anche dalle schegge dei colpi di artiglieria e dai proiettili delle mitragliatrici pesanti. Questo problema non si presenta più coi nuovi tipi.

## Prospettive attuali

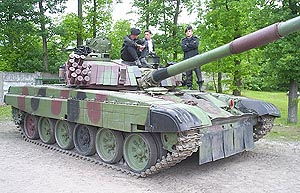
PT-91 polacco con montata la ERAWA

I nuovi proietti a fusto lungo, come l'M829A2 e l'M829A3 hanno portato allo studio e all'implementazione di versioni migliorate della Kontakt-5, oltre che a nuovi modelli come la Kaktus e la Relikt. Entrambe le corazzature offrono vantaggi rispetto alla Kontakt-5. Sono più efficaci nel contrastare i proietti a energia cinetica e le mattonelle presentano tra loro gap ancora più ridotti rispetto a quelli già trascurabili del modello precedente. Inoltre le mattonelle danneggiate sono più facili da sostituire.
Le corazzature reattive di vari tipi sono oggi virtualmente presenti su tutti i carri armati del blocco ex sovietico. La NII Stali offre soluzioni per dotare di corazza reattiva virtualmente tutti i carri e gli APC di produzione sovietica e ex sovietica, oltre ad alcuni di produzione occidentale come l'M48 Patton. Alcuni Paesi del blocco ex-sovietico, come Ucraina e Polonia producono e sviluppano loro versioni delle corazze reattive. Quelle polacche, ERAWA-1 e ERAWA-2 in particolare, si segnalano perché, pur non avendo le stesse capacità anti-KE della Kaktus, offrono una protezione da tutti i tipi di proiettili superiore alla Kontakt-1 sovietica.
Le migliori performance sono ottenute grazie a mattonelle più piccole che si uniscono tra loro senza gap, a differenza degli spazi di 10 – 15 mm lasciati dal modello russo. Anche i modelli occidentali pongono grossa enfasi nel lasciare spazi più piccoli possibile tra le mattonelle. Il compito è facilitato dal fatto che, contrariamente ai veicoli di produzione orientale, che presentano numerose superfici curve, i carri occidentali hanno linee più piane.

### NERA e NxRA
Non Energetic Reactive Armor (NERA) e Non Explosive Reactive Armor (NxRA) appartengono entrambe alla famiglia delle protezioni "semiattive".
Nessuna delle due contiene esplosivo. Le corazzature semi attive possono operare secondo due principi differenti, entrambi pensati per usare un riempitivo inerte piazzato tra due lastre corazzate.
- Il primo principio si basa sull'uso di un materiale liquido o semiliquido come riempitivo.

Quando il getto di un proietto HEAT perfora la lastra esterna e inizia a muoversi nel riempitivo, genera un'onda d'urto che si propaga partendo dalla punta del getto. Le onde d'urto riflesse dalla corazza tornano nella direzione del getto, muovendosi però con verso opposto. Il movimento ad alta velocità del materiale di riempimento causa il rallentamento e l'eventuale distruzione del getto.
- Il secondo principio si basa sull'uso di un riempitivo inerte come la gomma tra due lastre, una più spessa e una più sottile.

Quando il getto colpisce la lastra esterna, induce uno stress meccanico sul riempitivo. Questo causa un rigonfiamento localizzato e uno spostamento della seconda lastra corazzata. Il rigonfiamento e lo spostamento della lastra causano uno spostamento anche del punto di impatto del getto, che conseguentemente si trova ad essere destabilizzato e "spalmato" su un'area più ampia.
Sia la NERA che la NxRA offrono una protezione inferiore all'ERA, ma hanno il vantaggio di essere leggere, più sicure da maneggiare e possono essere sistemate in più strati. Un carro armato che utilizza corazzature basate su questo principio è il francese LeClerc.

## SCUDO
Anche l'Italia ha in via di progettazione un sistema di difesa chiamato SCUDO che è formato da: sensori in grado di vedere a che distanza è l'obiettivo e se è una minaccia, due lanciagranate da 70mm al tungsteno che possono colpire i missili HEAT, ATGW, RPG di vario tipo e altri missili anticarro guidati, almeno 22 mattonelle esplosive che una volta esplose lanciano contro il proiettile palle al tungsteno.